# Eruthu Paar Kodi
Eruthu Paar Kodi (Schau die Flaggen steigen) ist ein Lied der Tamil Eelam. Es wird traditionsgemäß beim Hissen der Flagge Tamil Eelams gesungen. Das Lied ist die meistgebrauchte Hymne der Tamilen und wird von vielen deshalb als Nationalhymne von Tamil Eelam identifiziert. Die Hymne entstand während des Bürgerkriegs um die Unabhängigkeit der Tamilischen Gebiete in Sri Lanka und ist heute sowohl unter den Eelam-Tamilen als auch in der tamilischen Diaspora verbreitet.

## Text in Tamilischer Schrift
Die Hymne ist in 5 Strophen gegliedert. Die erste beinhaltet 7 Zeilen und die restlichen je 6 Zeilen. Der Text lässt sich in tamilischen Büchern, welche durch Eelam-Tamilen herausgegeben werden, auf der zweiten Seite finden.
Text aus einem Religionsbuch der fünften Klasse: